# Франсуаза Лонгві
Франсуаза Лонгві (бл. 1510— післ. 1545) — графиня Шарні і Бюзансе.

## Походження
Франсуаза дочка Жана Лонгві і його дружини Жанни Ангулемської (позашлюбної сестри короля Франції Франциска I і королеви Наварри Маргарити) королю Франсуаза доводилась племінницею.

## Сім'я

### Чоловіки
1. Філіп Шабо (1492—1543)
2. Жак Прессі

### Діти
- Від Філіпа Шабо

1. Леонор (1526—1597)
2. Франциск (пом. 1599)
3. Франсуаза
4. Антуанетта; дружина Іоанна VI Омон
5. Анна
6. Жанна

- Від Жака Прессі

1. Анн (1546—1612)